# Der Geist im Glas (Film)
Der Geist im Glas ist ein deutscher Märchenfilm aus dem Jahr 2021 frei nach Motiven des Märchens Der Geist im Glas der Brüder Grimm. Er wurde für die Reihe Sechs auf einen Streich von der BREMEDIA PRODUKTION GmbH im Auftrag der ARD unter Federführung des Radio Bremen für Das Erste produziert. Die Fernseh-Erstausstrahlung erfolgte am 25. Dezember 2021 auf Das Erste.

## Handlung
Sophia, die Tochter eines Holzfällers, möchte Ärztin werden und macht beim Dorfarzt Malick ein Praktikum. Er ist sehr zufrieden mit ihr und sie darf sogar den Schlüssel der Medikamentenkammer verwahren. Unter der Bedingung, dass sie nichts aus dem Medizinschrank berührt.
Eines Tages erhält Malick einen Brief von Sophias Vater, den er schockiert liest, weil dieser das Praktikum seiner Tochter nicht mehr bezahlen kann. Sophia, die sich gerade in der Medikamentenkammer befindet, hört eine Stimme aus dem Schrank – sie findet eine Glasflasche, in dem der Geist Mercurius gefangen ist. Dieser fleht sie an, ihn rauszulassen. Als Sophia die Glasflasche ungläubig in ihrer Hand betrachtet, betritt der Dorfarzt die Kammer, um die Nachricht ihres Vaters zu überbringen. Sophia erschrickt und lässt die Glasflasche fallen. Der Geist ist hocherfreut über seine Freiheit und verschwindet, sein alter Gebieter, der Gutsherr Veith, erwartet ihn.
Malick ist außer sich – er hatte es vor 20 Jahren geschafft, den Geist zusammen mit seiner Schwester, der Kräuterfrau Eda, unter großen Mühen und Gefahren in die Glasflasche einzusperren. Mercurius und Veith hatten gemeinsam die Dorfbewohner unterjocht und gequält.
Sophia möchte alles wieder gutmachen – das Dorf und seine Bewohner sind durch ihr Missgeschick in großer Gefahr. Eda und ihr Gehilfe Jakob wollen ihr helfen, den Geist in eine neue Glasflasche zu sperren und somit wieder unschädlich zu machen.
Der böse Gutsherr war die ganze Zeit hinter zwei magischen Toren gefangen – nun kann er mit Hilfe von Mercurius die Dorfbewohner wieder zu seinen willenlosen Sklaven machen. Sophia und Jakob machen sich auf, den Geist zu überlisten und wieder einzusperren.

## Produktion

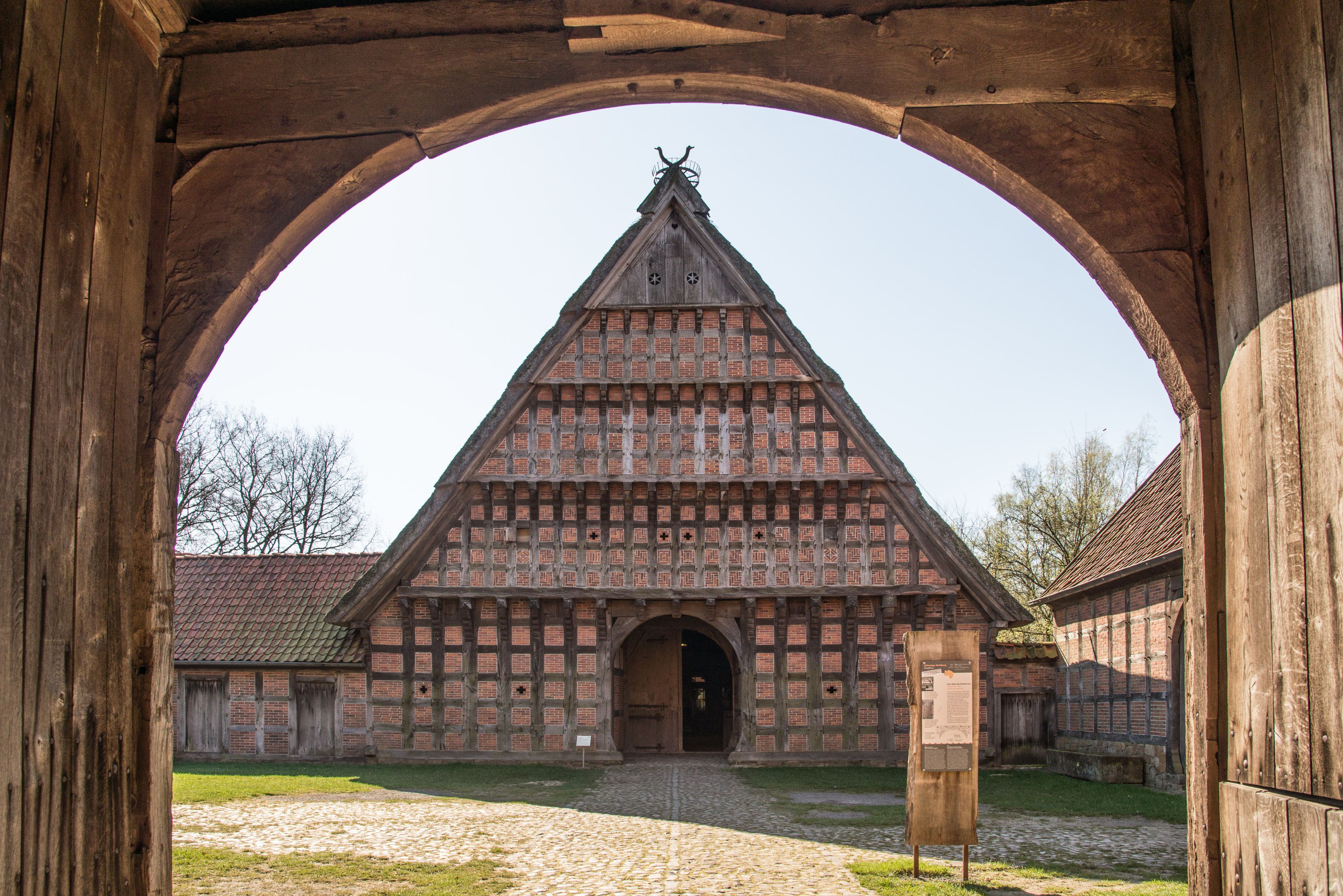
Museumsdorf Cloppenburg, Drehort für Der Geist im Glas

Die Dreharbeiten fanden im Juni 2021 in der Umgebung von Bremen statt. Das Museumsdorf Cloppenburg in Niedersachsen war der Hauptdrehort für die Dorfszenen.

## Kritiken
Tilmann P. Gangloff schrieb in seiner Rezension für tittelbach.tv: „Die einzige Erstausstrahlung unter den diesjährigen Weihnachtsmärchen in der ARD ist allenfalls ganz nett, mehr aber auch nicht. […] Die jungen Mitwirkenden sind sehenswert, aber ausgerechnet die Schurken wirken kein bisschen diabolisch. Die Spezialeffekte bestehen größtenteils aus Qualmwolken, die Inszenierung ist altbacken.“ „Abgesehen von der einen oder anderen rasanten Kamerafahrt ist auch die Umsetzung eher brav. Das Licht entspricht dem sonnendurchfluteten ARD-Märchenstandard, der Drehort sieht aus wie ein Freiluftmuseum (tatsächlich ist in einem Museumsdorf gedreht worden), und wenn’s qualmt und pufft, werden allenfalls kleine Kinder beeindruckt sein. Zwischendurch wirkt der Film auch wie auf Zuruf inszeniert.“
Der Deutsche Filmdienst urteilte: „Die Märchenadaption frei nach den Brüdern Grimm weiß mit der Geschichte wenig anzufangen und erschöpft sich in lahmen Effekten und vor allem in den Nebenrollen heftig chargierendem Spiel. Auch die musealen Kulissen werden einfallslos eingefangen, ohne sie für die Handlung nützen zu können.“
Tilman Spreckelsen von der FAZ schrieb: „Der knapp einstündige Film „Der Geist im Glas“ ist in diesem Jahr der einzige neue in der Reihe ‚Sechs auf einen Streich‘, immerhin der 52. der Gesamtzählung, aber doch auffällig allein unter zahlreichen Wiederholungen. Das ist nicht das einzige Anzeichen dafür, dass der Reihe, die in anderen Jahren mit drei oder vier Premieren an den Start gegangen war, die Luft auszugehen scheint. Auch das Verhältnis zwischen der nominellen Vorlage – dem gleichnamigen Grimm-Märchen – und dem Film ist so vage, dass man sich die Augen reiben würde, kennte man das Verfahren nicht schon aus früheren Jahren.“